# Canino
Canino település Olaszországban, Viterbo megyében. Lakosainak száma 5029 fő (2023. január 1.). Canino Ischia di Castro, Manciano, Montalto di Castro, Tessennano, Tuscania és Cellere községekkel határos.

## Népesség
A település népessége az elmúlt években az alábbi módon változott:
| Lakosok száma | 5106 | 5307 | 5284 | 5029 |
|               | 2004 | 2017 | 2018 | 2023 |